# Danilo Dolci
Danilo Dolci (28. června 1924 Sežana, Slovinsko – 30. prosince 1997 Trappeto, Itálie) byl italský sociální aktivista, sociolog, populární pedagog a básník. Proslavil se tím, že bojoval proti chudobě, sociálnímu vyloučení a mafii na Sicílii. Je považován za jednoho z protagonistů hnutí pokojného protestu v Itálii.
V 60. a 70. letech 20. století Dolci publikoval několik knih („Nasytit hladové“, (v anglickém překladu To Feed the Hungry) 1955 a „Odpad“ (Waste) 1960), které ohromily vnější svět svou emocionální silou a detailem, s nímž vykreslil zoufalé podmínky sicilského venkova a moc zdejší mafie. Stal se jakýmsi kultovním hrdinou ve Spojených státech a severní Evropě. Zbožňovali ho zejména idealističtí mladíci a zakládali podpůrné výbory, aby získali finanční prostředky na jeho projekty.

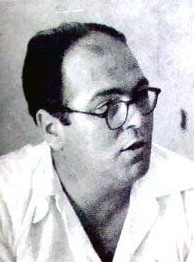
Danilo Dolci, mezi roky 1950-1956

V roce 1958 mu byla udělena sovětská Leninova cena míru, přestože byl výslovně nekomunista. Dvakrát byl Výborem služby amerických přátel (AFSC) nominován na Nobelovu cenu za mír. Mezi těmi, kteří veřejně vyjádřili podporu jeho úsilí, byli Carlo Levi, Erich Fromm, Bertrand Russell, Jean Piaget, Aldous Huxley, Jean-Paul Sartre a Ernst Bloch. Na Sicílii obhajoval mnoho jeho podnětů Leonardo Sciascia. Ve Spojených státech byl jeho proto-křesťanský idealismus absurdně zaměňován s komunistickým přesvědčením. Také byl příjemcem indické ceny roku 1989, která byla založena průmyslníkem Jamnalalem Bajajem.

## Mládí
Danilo Dolci se narodil ve městě Sežana (nyní ve Slovinsku). Jeho otec byl agnostický sicilský železniční úředník, zatímco jeho matka, Meli Kokelj, byla hluboce věřící prostá katolička slovinského původu. Vyrostl v Mussoliniho fašistickém státě. Jako teenager viděl Itálii vstoupit do druhé světové války. Znepokojoval svou rodinu tím, že strhal všechny fašistické válečné plakáty, na které narazil. Pokusil se uprchnout před úřady, které ho podezřívaly ze strhávání plakátů, ale byl chycen při pokusu dostat se do Říma a na krátkou dobu skončil ve vězení.
V roce 1950, ve věku dvaceti pěti let, opustil velmi slibné inženýrské studium ve Švýcarsku a vzdal se tak životní úrovně střední třídy. Začal pracovat s chudými a nešťastnými.

## Na Sicílii
V roce 1952 se Dolci rozhodl zamířit na „nejchudší místo, jaké jsem kdy poznal“ – špinavou rybářskou vesnici Trappeto na západní Sicílii asi 30 km západně od Palerma. Při předchozí návštěvě antických řeckých archeologických nalezišť na Sicílii si okamžitě uvědomil strašlivou venkovskou chudobu. Sídla bez tekoucí vody nebo kanalizace, města bez elektřiny osídlená zbídačenými občany, kteří stěží přežili na hranici hladovění, převážně negramotní, nezaměstnaní a podezřívaví vůči státu.
„Přišel jsem ze severu a věděl jsem, že jsem úplně nevědomý,“ napsal později Dolci. „Když jsem se rozhlédl kolem sebe, neviděl jsem žádné ulice, jen bláto a prach. Začal jsem pracovat se zedníky a rolníky, kteří mě laskavě a jemně učili jejich řemeslům. Takto mé brýle už nebyly překážkou. Den, když rukojeť motyky nebo lopaty spálila puchýře hlouběji, dozvěděl jsem se víc, než by mě jakákoli kniha mohla naučit o boji těchto lidí o existenci.“
V Trappetu Dolci založil sirotčinec, přičemž mu pomáhala Vincenzina Mangano, vdova po rybáři a odboráři, kterého zachránil před trestem a jehož pět dětí adoptoval jako své vlastní. Později se přesunul do nedalekého Partinica, kde se pokusil organizovat malé zemědělce hospodařící na pouze pronajatých pozemcích do družstev. Dolci začal používat metody jako hladovky, protesty vsedě a nenásilné demonstrace, aby přinutil regionální a národní vládu ke zlepšení situace v oblastech ostrova Sicílie, postižených venkovskou chudobou. Stal se známým jako „Gándhí na Sicílii“, jak jej nazval jeden francouzský novinář.

## Pokojný protest
Po celou dobu svého působení na Sicílii používal Dolci metody pokojného protestu, přičemž jedna z jeho nejslavnějších hladovek se konala v listopadu 1955, kdy se týden v Partinicu postil, aby upozornil na bídu a násilí v této oblasti. Také při této hladovce propagoval stavbu přehrady na řece Iato. Upozorňoval na to, že řeka se při zimních deštích doslova řítila do údolí a naopak vysychávala v devíti měsících bez deště, takže by přehrada mohla zajistit zavlažování celého údolí.
Jednou z jeho protestních technik byla „obrácená stávka“, vlastně práce bez mzdy. Tento postup dal podnět k úřady nepovoleným projektům veřejných prací pro chudé. V roce 1956 shromáždil asi 150 lidí, převážně nezaměstnaných mužů, aby opravili veřejnou cestu. Policie toto počínání označila za obstrukci. Jeho pomocníci se nechali zastrašit a odešli, Dolci si však lehl na nedostavěnou silnici a byl zatčen. Tímto způsobem se mu podařilo vyvolat značnou publicitu pro tuto akci. Slavní právníci jako Piero Calamandrei mu nabídli bezplatnou obranu. Protestovali slavní spisovatelé, jako například Ignazio Silone, Alberto Moravia a Carlo Levi. Palermský soud osvobodil Dolciho a jeho dvě desítky spoluobžalovaných z obvinění kvůli odporu vůči státní moci a urážkám policejních úředníků, ale odsoudil je k 50 dnům odnětí svobody a pokutám ve výši 20 000 italských lir (tehdy zhruba 32 dolarů) za to, že „obsadili území, které patřilo vládě.“ Po svém propuštění z vězení obnovil Dolci svou kampaň za stavbu přehrady na řece Iato; práce na ní skutečně začaly v únoru 1963.

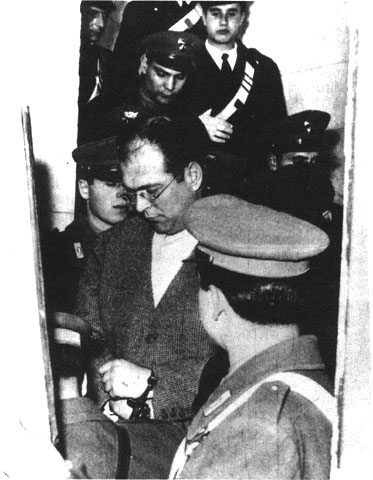
Zatčení Dolciho roku 1956

Následně zahájil kampaň za stavbu přehrady na řece Belice. Chtěl zabránit tomu, aby se její údolí stalo pustinou a naopak dosáhnout toho, aby byla poskytnuta pracovní místa, čímž by se zastavila emigrace tamějších lidí. Dolci vyhlásil týden smutku a s 30 spolupracovníky uspořádal v březnu 1965 hladovku na náměstí ve městě Roccamena. Poté vedl delegaci starostů 19 obcí z údolí řeky Belice do Říma, aby se společně zasadili za stavbu přehrady. Pochodovali k  italskému parlamentu s transparenty protestujíce, že „údolí Belice umírá.” V lednu 1968 oblast zasáhlo zemětřesení, které zničilo velkou část onoho údolí. Dolci aktivně pomáhal obětem a několik měsíců po katastrofě vyhlásil demonstrace a hladovky vyžadující okamžitou pomoc rodinám bez domova, žijícím ve stanech. Finanční prostředky na pomoc a rekonstrukci zneužívali chamtiví správci fondu a „Belice“ se od té doby stalo italským synonymem pro politickou korupci.

## Proti mafii
Dolci si uvědomil, že mafie sevřela chudé na Sicílii. Nezaútočil nejprve na mafii, ale zpochybnil jejich monopol. Zpočátku jeho činy vyústily v hrozbu mafie a nesouhlas úřadů. Později se stal příliš dobře známým v Itálii i v zahraničí, takže se s ním nemohlo špatně zacházet bez nepříznivé publicity.
Své tažení proti mafii zahájil tvrzením, že vládním úředníkům ve volbách pomáhala významná organizace Cosa nostra. Aby nevznášel svá obvinění pouze na Sicílii, odcestoval do Říma a vystoupil před antimafiánskou komisí, která byla založena v roce 1963, aby zajistil, že budou vyslyšeny jeho obavy ohledně mafie na Sicílii. Jeho ochota postavit se mafii ve snaze zlepšit životní podmínky sicilských občanů mu pomohla získat důvěru tamějšího obyvatelstva.
V průběhu let 1963 a 1964 sbírali Dolci a jeho asistent Franco Alasia důkazy o vztazích mezi mafií a politiky pro tehdy ustanovenou vyšetřovací komisi. Na tiskové konferenci v září roku 1965 představili desítky svědectví lidí, kteří údajně viděli setkání tamějších politiků Bernarda Mattarelly (otce současného italského prezidenta Sergia Mattarelly) a Calogera Volpeho s předními mafiány. Mattarella a Volpe je zažalovali za urážku na cti.

## Významný pedagog
V duchu Mahátmy Gándhího a Martina Luthera Kinga Jr. Dolci věřil, že konflikty ve společnosti jsou nevyhnutelné, ale jakýkoli pokus o vyřešení konfliktů násilím nebo jinými donucovacími prostředky by nakonec selhal. Z krátkodobého hlediska mohou násilná řešení nabídnout výhodu, z dlouhodobého hlediska by se však všechny pozice v závislosti na takových dominujících prostředcích v obnoveném násilí zhroutily.
Dolci byl přesvědčen, že vzdělání je klíčem k sociálnímu pokroku. S penězi, které obdržel za Leninovu cenu za mír v roce 1958, založil Centro studi e iniziative per la piena occupazione (Centrum výzkumu a iniciativ pro plnou zaměstnanost) v Partinicu, vesnici ve vnitrozemí na jih od Palerma, která se stala jeho domovem, a ostatní města na ostrově. Ve své komunitní práci „Dolci“ hledal konkrétní metody pedagogiky a řešení konfliktů, které by připravily půdu pro plně demokratickou a nenásilnou společnost.“
Středisko bylo od druhé světové války jedním z nejdůležitějších příkladů rozvoje komunit v Itálii a zejména na jejím jihu. Stala se jak formou vlastní organizace místních komunit, tak školou pro generaci sociálně a politicky angažovaných mladých lidí, kteří našli svou soudržnost jako skupina a pokusili se vybudovat proces sociální agregace pomocí metod a aktivních nástrojů nenásilnosti.
Použil pro posílení komunit sokratovskou metodu, dialektickou metodu dotazování a „populární sebeanalýzy“. Jeho pedagogické metody zdůrazňovaly sociální povědomí a kulturní interakci a získaly mu celosvětové postavení. Jeho myšlenek se ujala malá, ale vášnivá skupina příznivců, kteří jeho metody přenesli přes Sicílii a na italskou pevninu.

## Kontroverze
Dolciho život a jeho činy vyvolaly velké kontroverze. Popudil proti sobě úřady, které často aktivně pracovaly proti němu. Někteří z místních obyvatel, kteří se postavili proti přehradě na řece Iato, nebyli potěšeni, když viděli přehradou zaplavená údolí, zničené zahrady a olivovníky. Dodavatelé prací nakonec byli buď přímo mafiáni, nebo ve spojení s jejími prostředníky. Dolci často neměl dostatek peněz a byl nedbalý. Občas mu pomohly především anglické rodiny, které zbohatly na sladkém vínu Marsala, jež se produkuje na Sicílii.
V roce 1964 palermský arcibiskup, kardinál Ernesto Ruffini, veřejně odsoudil Dolciho a také knížete Giuseppe Tomasi di Lampedusa, autora slavného románu Gepard (Il Gattopardo), za „hanobení“ všech Sicilanů. Ruffiniho obvinění a jeho schválení papežem Pavlem VI. bylo možno interpretovat jako snahu o diskreditaci Dolciho, které zapříčinily dokonce zvýšené obavy o jeho osobní bezpečnost.
V roce 1968 byl Dolci obviněn ze zpronevěry finančních prostředků odeslaných ze zahraničí na pomoc obětem zemětřesení, které zničilo velkou část údolí Belice, obvinění však nikdy nebyla podložena. Zároveň někteří z jeho následovníků odešli, aby založili vlastní vzdělávací střediska a obvinili jej z nadměrného autoritářství. Některé z jeho pozdějších iniciativ byly méně úspěšné než jiné, často hraničily s nehmotným. Jeho středisko se snažilo předložit důkazy proti tajné ponorkové základně NATO kolem ostrova Maddalena u Sardinie na základě toho, že taková instalace vyžadovala italský souhlas a podporu, která podle všeho byla v tomto případě skrytě poskytnuta námořnictvu Spojených států amerických.
V posledních 20 let svého života zmizel Dolci z očí italské veřejnosti, přestože byl i nadále ctěn v zahraničí, získával ceny za svou poezii a působil jako hostující učitel na univerzitách.

## Smrt a dědictví
Dolci byl navržen na Nobelovu cenu za mír. Získal podporu mnoha komunistů a některých jezuitů, byl ohrožen mafií a italská vláda ho stíhala za oplzlost v knize Inchiesta a Palermo (Zpráva z Palerma).
Byl skvělý spisovatel. Jeho knihy jsou pozoruhodnými zprávami o společnosti, kterou zkoumá, a jejich přesnost a vzhled pomohly poskytnout realistický základ jakýchkoli schémat pro zlepšení. Především dal hlas opuštěným, zapomenutým, zoufalým, trpícím lidem na Sicílii. Nezapomenutelně umožnil rolníkům a rybářům, matkám, policii a mafiánům vyprávět své příběhy.
Odmítal někomu odpovídat a nikdy se nepřipojil k politické straně navzdory několika výzvám italské komunistické strany, aby se ucházel o úřad. „Realita je velmi složitá,“ řekl. „Abychom to pochopili, muži vyzkoušeli křesťanství, liberalismus, socialismus. Ve všech řešeních je určitá pravda.“
Dolci zemřel 30. prosince 1997 v Trappetu na srdeční selhání. Přežilo ho pět adoptovaných dětí, které měl se svou první manželkou Vincenzinou, a dvě děti z druhého manželství. Jeho smrt vyvolala kuriózní směs reakcí. Zatímco hlavní protimafiánský prokurátor v Palermu Gian Carlo Caselli prohlásil, že Dolci je jedním z lidí, kteří mu dali klíče k výkonu jeho práce, národní tisk mu dal překvapivě krátký útržek a označil jej za historickou kuriozitu, jejíž práce už dávno byla zapomenuta.
Ve svém rodném Slovinsku byl dlouho neznámý. V roce 2007 však byla v jeho rodném městě Sežana uspořádána výstava o jeho životě a díle. V roce 2010 byla kniha jeho poezie poprvé přeložena do slovinštiny. Ve stejném roce byla na jeho rodný dům umístěna dvojjazyčná pamětní deska a podle něj byla pojmenována místní vzdělávací organizace. Jeho práce jsou v současné době umístěny v Howard Gotlieb Archive Research Center na Bostonské univerzitě.

## Česky a slovensky vyšlo
- Danilo Dolci, Bandité z Partinika. Praha: Mladá fronta 1963
- Danilo Dolci, Kto hrá sám... Bratislava: Epocha 1969
- Danilo Dolci, Sicilské príbehy. Bratislava: Pravda 1983